# Cecilia Pérez
Cecilia Pérez Flores (1 de novembro de 1991) é uma triatleta profissional mexicana.

## Carreira

### Rio 2016
Cecilia Pérez disputou os Jogos do Rio 2016, terminando em 33º lugar com o tempo de 2:02:47.